# Buone notizie (film)
Buone notizie, conosciuto anche con il titolo di lavorazione La personalità della vittima, è un film del 1979 scritto e diretto da Elio Petri, l'ultimo del regista romano.

## Trama
Un anonimo funzionario di una società televisiva conduce una vita ordinaria, pur versando con la propria moglie in un'evidente crisi coniugale, caratterizzata da una forte incomunicabilità. Un giorno, il protagonista viene contattato da un vecchio amico che non vedeva da tempo, con il quale s'incontra. Questi gli confida di essere minacciato da misteriosi sicari.
Dopo alcune traversie, tra le quali un'avventura erotica con la moglie dell'amico, quest'ultimo, prima di morire, gli fa pervenire una busta con la dicitura "da non aprire". La busta contiene una serie di bigliettini che ripetono enigmaticamente la stessa frase. Al funerale, celebrato con rito ebraico, il protagonista ritrova la moglie che gli confida di aspettare un figlio dall'amico ucciso.

## Accoglienza

### Critica
Se il film precedente di Petri (Todo modo) «aveva anticipato, sotto forma di un incubo dei suoi responsabili, lo sfacelo del sistema politico nostrano e dei rapporti di potere ad esso connessi, Buone notizie continua il percorso di amara profezia-riflessione sul declino morale, culturale e perfino sentimentale che attanaglia l'Italia e gli italiani. Sempre sotto il segno della metafora - e, questa volta, anche della invettiva, impietosa, violenta, delirante. A tratti, metafisica».
Buone notizie è «il risveglio desolato e disperato dell'uomo all'indomani della sconfitta in una società idolatra di feticci che non conosce più sentimenti: Giancarlo Giannini è quell'"uomo" cinico - significativamente l'unico personaggio senza nome nel film, e cioè senza più identità, arreso definitivamente allo status quo - che sussume in sé tutti i mali della società e li rivomita addosso ai suoi simili. È l'esito estremo della società spettacolarizzata: la parola, il gesto, l'azione e il sentire umani equivalgono definitivamente, e senza più vie dʼuscita, all'essere parlati, gestiti, agiti e sentiti dal potere. Il corpo d'attore di Giannini si muove abilmente come un fantoccio svuotato di umanità e 'animato' da scatti nervosi e parole, sguardi, gesti franti. A questo "uomo qualunque" fa da contraltare l'umanità 'crassa' di Gualtiero Bonacelli, volto e corpo di una residuale e disperata forma di autenticità. Autenticità che è destinata all'annientamento: l'assassinio senza movente di Gualtiero Bonacelli si consuma sul letto di una clinica psichiatrica (perché egli, in quanto 'puro', è un folle).
Il finale si chiude su un nonsense che consegna crudelmente allo spettatore l'impossibilità di comprendere, ovvero la disfatta totale».
Buone notizie rappresenta «un film ferocemente pessimista dipinto come un affresco ambiguo e surreale (debitore del cinema di Buñuel) ambientato in una Roma irriconoscibile, minacciosa e decadente, straziata e violentata dal consumismo i cui resti immondi marciscono ai piedi di monumenti millenari e popolata da una serie di personaggi nevrotici che si esprimono con un linguaggio frantumato e incomprensibile, pervaso da una vena di malinconico sarcasmo.»
Per il Mereghetti si tratta d'uno «sconnesso apologo eticopolitico... ultimo film di Petri, nel quale la sua propensione al pessimismo metafisico si esprime senza più remore.» .

## Home video
Nel gennaio 2017 il film è uscito in DVD dalla CG Entertainment in collaborazione con la Mustang Entertainment. Il DVD contiene, oltre al film, una intervista all'attore Giancarlo Giannini.